# 7,5 cm IG 42
Il 7,5 cm Infanteriegeschütz 42, abbreviato in 7,5 cm IG 42, era un cannone d'accompagnamento per la fanteria tedesco, utilizzato dalla Wehrmacht durante la seconda guerra mondiale.
Il requisito per quest'arma fu emanato nel 1940 per sostituire il superato leIG 18. Tuttavia nel frattempo Krupp aveva completato lo sviluppo di una nuova granata a carica cava per il leIG ed il nuovo cannone venne accantonato. Nel 1944 il progetto venne rivalutato: la bocca da fuoco del progetto originale venne accoppiata all'affusto del cannone anticarro 8 cm PAW 600. L'arma così ottenuta, designata IG 42, venne accettato dalla Wehrmacht ed ordinato in 1 450 esemplari. I primi IG 42 furono consegnati nell'ottobre 1944, equipaggiati con freni di bocca. Non è chiaro quanti ne siano stati consegnati alla fine della guerra.